# Roundup
Roundup är ett glyfosatbaserat totalbekämpningsmedel med låg akut giftighet som tillverkas av kemiföretaget Monsanto. Det används ofta i jordbruket för att bekämpa kvickrot. År 2007 såldes 681,9 ton aktiv substans glyfosat i Sverige enligt Kemikalieinspektionen.

## Historik och användning
I USA har Monsanto lanserat en rad genetiskt modifierade växtsorter som är "Roundup ready". På fält besådda med utsäde som är resistent mot glyfosat kan man spruta roundup i växande gröda.
Glyfosat klassificerades som sannolikt cancerframkallande av Världshälsoorganisationens cancerforsknings-institut IARC, i en artikel publicerad i The Lancet 20 mars 2015, baserad på studier i USA, Sverige och Kanada. Dock motsades detta i en senare rapport från ett gemensamt möte i maj 2016 mellan FN-organen WHO och FAO. Där drogs slutsatsen att glyfosat inte är cancerframkallande för människor via kosten.  Även Europeiska myndigheten för livsmedelssäkerhet, EFSA, har dragit slutsatsen att glyfosat troligen inte är cancerogent.